# Notebook cooler

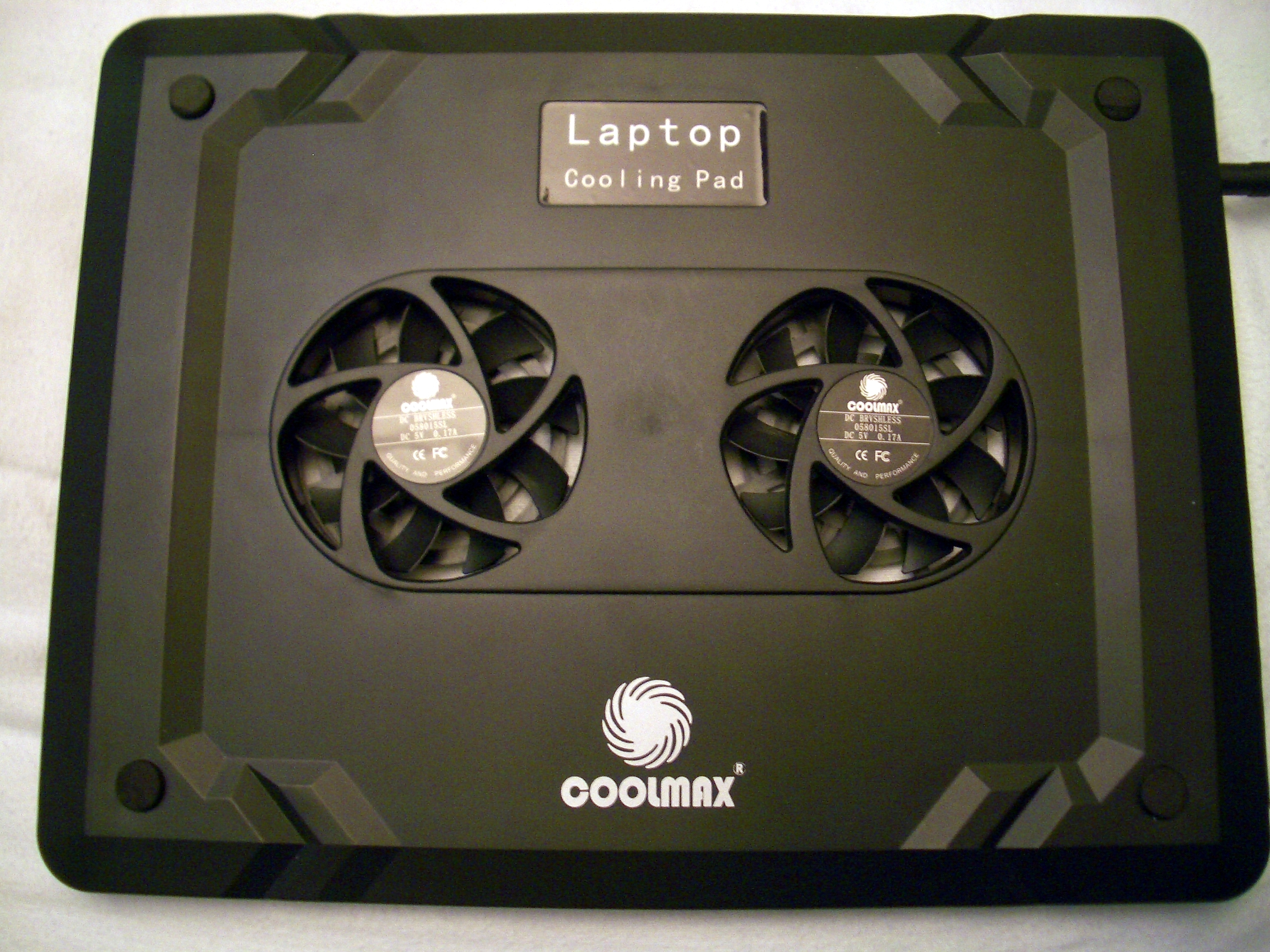
Un refroidisseur d’ordinateur portable actif

Un notebook cooler est un dispositif de refroidissement « externe » pour les ordinateurs portables. Il permet d'améliorer la dissipation et l'évacuation de la chaleur émise par les composants de la machine.

## Apparition
Ces systèmes sont apparus avec la montée en puissance des ordinateurs portables. En effet, depuis plusieurs années, les performances des ordinateurs portables rivalisent aisément avec celles de leurs acolytes de bureaux.
Mais la miniaturisation faite dans un portable sacrifie forcément le refroidissement car le volume est bien plus réduit, et le nombre de ventilateurs aussi (leur nombre influe aussi sur l'autonomie lors de l'utilisation sur batterie).
Dans certaines situations, les joueurs assidus, les adeptes des Lan-party mais aussi les professionnels poussent leurs machines à 100 %, pouvant provoquer un arrêt brutal de la machine (mise en sécurité avant une surchauffe critique). Au risque d'arrêt s'ajoute l'inconfort pour l'utilisateur, lié à la chaleur qui est transmise au clavier et à la zone dite « repose-poignets » (zone entourant le Touchpad), ainsi que le bruit généré par un ventilateur tournant au maximum.

## Refroidissement actif
Il consiste en une sorte de tablette ayant approximativement la même largeur et la même profondeur que le PC et mesurant quelques centimètres de hauteur, sur laquelle est posé l'ordinateur. Elle est faite en plastique ou en aluminium (plus lourd, plus rigide et améliorant la dissipation).
La tablette renferme un ou plusieurs ventilateurs (lumineux ou non) disposés horizontalement, et de différents formats. La plupart des modèles en possèdent 2 ou 3, avec un diamètre moyen de 70 mm. Certains n'offrent qu'un seul ventilateur, mais d'un très grand diamètre, dépassant les 200 mm.
Les ventilateurs sont alimentés par un ou deux ports USB (ce dernier a parfois des capacités un peu limitées, en intensité et en tension) ou via un adaptateur secteur.
Un interrupteur permet généralement l'arrêt des ventilateurs, parfois c'est un potentiomètre de réglage qui permet d'adapter soi-même la vitesse de rotation.
La grande majorité des notebook cooler actifs viennent souffler de l'air frais sur la base de l'ordinateur, mais d'autres fonctionnent en aspiration (moins efficaces et plus rares).
Afin que le transfert thermique soit le plus efficace, la tablette est parsemée d'aérations sur sa partie supérieure, et d'évents sur les côtés (pour une meilleure aspiration de l'air extérieur).
Le fait de surélever un ordinateur portable permet à lui seul de faire diminuer la température des composants. Cet effet entre en jeu avec un notebook cooler.

### Les «plus»
En dehors de sa fonction principale qui est le refroidissement, un notebook cooler actif peut offrir d'autre possibilités comme :
- inclinaison et repose-poignets : le notebook Cooler, en plus de rehausser l'ordinateur, peut permettre de l'incliner de quelques degrés, procurant plus de confort dans la frappe et la lecture. L'inclinaison peut-être réglable ou non, en fonction des modèles.

En plus de l'inclinaison, le dispositif peut avoir un repose-poignets à l'avant (évitant à l'ordinateur de glisser si l'inclinaison est importante), qui assurera plus de confort et moins de fatigue à l'utilisateur. Ce repose-poignets peut-être gênant si l'ordinateur possède des connecteurs à l'avant.
- Un concentrateur (hub) de ports, souvent USB. Les ports vont majoritairement jusqu'à 4, ce qui octroie des capacités de connexions accrues (les ordinateurs portables n'ayant parfois pas plus de 3 ports USB).
- Un lecteur de carte mémoire d'appareils photos, caméscopes, baladeurs MP3 ou autre périphériques mobiles utilisant les formats de carte pris en charge par le lecteur. Couramment, il est possible de lire et écrire les cartes SD, CF, MS et MMC.
- Certains modèles sont pliables en deux, facilitant le transport et le rangement.

- Efficacité : Selon les composants de la machine (processeur et carte graphique principalement), le gain de température peut-être significatif, de l'ordre de 10° à pleine charge de travail.

La baisse de température peut aussi mener à un ralentissement du ou des ventilateurs du PC, limitant le bruit.
- Avantage(s) : Assez efficace, il ajoute des fonctionnalités à l'ordinateur (en fonction du modèle de NC) et améliore le confort d'utilisation.
- Inconvénient(s) : La nécessité d'une source d'alimentation (ce qui n'est pas réellement un inconvénient, l'utilisation intensive se faisant souvent au domicile ou au travail et non en situation de mobilité).

Pour les modèles en aluminium, un phénomène d'électricité statique apparait parfois, donnant une sensation désagréable au contact du matériau (notamment sur le repose-poignets), voire de toutes petites décharges (sans risques, mais assez désagréables).
Le bruit généré par les ventilateurs (dépendant de leur qualité, certains sont inaudibles à 1 000 tr/min).
Il y a aussi le risque de faire pénétrer plus de poussière dans l'ordinateur.
- Coût : Les prix varient, à titre indicatif, de 15 à 60 € pour une gamme en France qui possède environ 30 modèles.

## Refroidissement passif
Certains fabricants se sont lancés dans la fabrication de notebook cooler dit passifs, c'est-à-dire qu'il ne possèdent pas de ventilateurs ou de pièces en mouvements.
Bien que ces derniers soient peu répandus, il en existe deux types :
- la tablette en aluminium : celle-ci ressemble à une tablette de refroidissement active, mais l'intérieur est « vide » et mis à l'air libre. des ailettes et des caloducs (heatpipes) assurent la dissipation ;
- la tablette dite « coussin » ou « pad » (inventée par Thermaltake) : C'est une tablette généralement souple et peu épaisse à l'apparence proche d'un tissu matelassé. L'intérieur renferme un conducteur (sodium sulfate decahydrate Na2SO4.10H2O[1]) à changement de phase qui est solide à froid et devient liquide sous la chaleur, créant ainsi le principe du caloduc.

- Efficacité : Ces dispositifs sont efficaces, mais dans une moindre mesure, le gain de température ne dépassant guère 5°, ils deviennent inefficaces lors d'une utilisation prolongée de l'ordinateur.
- Avantage(s) : Ils résident dans l'absence de consommation d'énergie, le bruit nul et la facilité de déplacement lié à la taille plus réduite (pour le coussin).
- Inconvénient(s) : Les gains sont relativement faibles pour un PC qui chaufferait beaucoup, et, le système devient inefficace lors d'une utilisation prolongée de l'ordinateur.
- Coût : Les prix varient, à titre indicatif, de 20 à 50 € pour une gamme en France qui possède environ cinq modèles.

## Les formats
Il est important de noter que toutes les tablettes ne conviennent pas à tous les ordinateurs, pour la simple raison que les dimensions de la tablette (en largeur et en profondeur) doivent être supérieures (mais pas trop) ou égales à celles de l'ordinateur.
Une tablette trop courte pouvant limiter l'efficacité du refroidissement, rendre l'ordinateur bancal, et procurer un certain manque d'esthétisme à l'ensemble.
Les premières tablettes étaient au format d'écrans de l'époque, c'est-à-dire le 4:3. Aujourd'hui les écrans larges 16:9 et 16:10 ont pris le haut du pavé, donnant des formats de tablettes adaptées. Il faut donc être vigilant, lors de l'achat, afin de ne pas acheter par erreur une tablette n'acceptant que les ordinateurs de 15" maximum, si l'on possède un 17".